# Ghiacciaio Fedčenko
Il ghiacciaio Fedčenko (in russo Федченко) è un ghiacciaio che si trova nel Pamir, nella parte centrale del Tagikistan, sul picco Garmo. Allungato e stretto per circa 70 km arrivando a coprire ben 700 km² per un'altezza fino a 1000 mt e un volume di circa 144 km³, è il più grande ghiacciaio che si trovi fuori dai poli. Inizia ad un'altezza di circa 6200 m s.l.m. e termina dando vita al fiume Balandkiik vicino alla frontiera con il Kirghizistan a 2909 m e spesso le sue acque confluiscono anche nel Muksu, nel Vakhsh e nell'Amu Darya.
Scoperto nel 1878, esplorato nel 1928 e dedicato a Aleksej Pavlovič Fedčenko, un esploratore russo, il governo tagiko ha recentemente espresso la sua preoccupazione per lo scioglimento del ghiacciaio, dovuto al riscaldamento globale, che metterebbe in crisi l'industria idroelettrica e anche il rifornimento d'acqua del paese.